# Cranaus chlorogaster
Cranaus chlorogaster is een hooiwagen uit de familie Cranaidae.